# City of Bayswater
City of Bayswater is een Local Government Area (LGA) in Australië in de staat West-Australië in de agglomeratie van Perth. City of Bayswater telde 69.283 inwoners in 2021. De hoofdplaats is Morley.